# Awn ibn Ja'far
ʿAwn ibn Jaʿfar (in arabo عون بن عبد الله بن جعفر بن أبي طالب‎?; Abissinia, tra il 618 e il 621, ... – ...; fl. VII secolo) è stato un Sahaba.
ʿAwn ibn ʿAbd Allāh ibn Jaʿfar b. Abī Ṭālib era il terzo figlio di Jaʿfar b. Abī Ṭālib e di Asma' bint 'Umays, nonché nipote di Abū Ṭālib. 
Sposò sua cugina Umm Kulthūm bt. ʿAlī, figlia di suo zio ʿAlī b. Abī Ṭālib e Fāṭima Zahrāʾ.